# Apocephalus reticulatus
Apocephalus reticulatus är en tvåvingeart som beskrevs av Brown 2000. Apocephalus reticulatus ingår i släktet Apocephalus och familjen puckelflugor. Inga underarter finns listade i Catalogue of Life.